# Птичар
Птича́р (болг. Птичар) — село в Кирджалійській області Болгарії. Входить до складу общини Момчилград.

## Населення
За даними перепису населення 2011 року у селі проживали 255 осіб, з них 254 особи (99,6%) — турки.
Розподіл населення за віком у 2011 році:
Динаміка населення: